# Agar (Ấn Độ)
Agar là một thành phố và khu đô thị trong quận Shajapur trong bang Madhya Pradesh của Ấn Độ.

## Địa lý
Agar có vị trí 23°42′B 76°01′Đ / 23,7°B 76,02°Đ Nó có độ cao trung bình là 505 mét (1656 foot).

## Cơ cấu dân số
Theo điều tra dân số Ấn Độ năm 2001, Agar có dân số 31.202 người. Nam giới chiếm 52% dân số, nữ giới chiếm 48% dân số. Agar có tỷ lệ biết chữ bình quân 67%, cao hơn mức trung bình 59,5% của toàn quốc; với 58% đàn ông và 42% phụ nữ biết chữ. 16% dân số có độ tuổi dưới 6.